# Giulio De Stefano
Giulio De Stefano (* 6. Mai 1929 in Castellammare di Stabia; † 19. Dezember 2023 ebenda) war ein italienischer Segler.

## Erfolge
Giulio De Stefano nahm an den Olympischen Spielen 1960 in Rom in der Bootsklasse Drachen teil. Dabei war er neben Antonio Ciciliano Crewmitglied des italienischen Bootes von Skipper Antonio Cosentino. In ihrem Boot Venilia belegten sie mit 5704 Punkten den dritten Platz, nur elf Punkte hinter dem argentinischen Boot Tango, und gewannen damit die Bronzemedaille. Olympiasieger wurden die Griechen in der Nirefs.